# Wołodymyr Kosidło
Wołodymyr Kosidło (ur. 11 listopada 1897, zm. ?) w Rudce w powiecie dubieńskim -  ukraiński działacz społeczny i polityczny, poseł na Sejm V kadencji w II RP.

## Życiorys
Był nauczycielem oraz posiadał 14-hektarowe gospodarstwo rolne. Ukończył szkołę powszechną i dwuletni kurs nauczycielski w Żytomierzu. Od 1918 pracował na stanowisku nauczyciela w Rudce, Użyńcu i na Uniwersytecie Ludowym w Różynie. Był działaczem organizacji spółdzielczych w Dubnie, Kasy Oszczędnościowo-Pożyczkowej i Zarządu Powiatowego ZMW RP. W latach 1938–1939 zasiadał w Sejmie - wybrany w okręgu nr 60. Dalsze losy nieznane.